# El Fuerte
El Fuerteⓘ, El Fuerte de Montesclaros – miasto w północnej części meksykańskiego stanu Sinaloa, położone w odległości około 70 kilometrów od wybrzeża Pacyfiku nad Zatoką Kalifornijską, na północny zachód od miasta Los Mochis. El Fuerte leży w dolinie rzeki o tej samej nazwie, meandrującej na zachód od Sierra Madre Occidental. Miasto w 2010 roku liczyło 12 566 mieszkańców.

## Historia
Miasto zostało założone przez Hiszpana Francisco de Ibarra w 1563 roku. W 1610 założono fort od którego pochodzi nazwa miasta "El Fuerte". W 1824 r. miasto było krótko stolicą stanów Sonora i Sinaloa, które wówczas sięgały aż do terenów obecnej Arizony. Wówczas miasto było uznawane za bramę do południowych terenów USA. Również odkrycie srebra i złota w pobliskich górach przyczyniło się znacznie do rozwoju miasta i to z tego okresu głównie pochodzi zabytkowa zabudowa centrum w stylu kolonialnym.

## Gmina El Fuerte

Położenie gminy El Fuerte na mapie stanu Sinaloa

Miasto jest siedzibą władz gminy El Fuerte, jednej z 18 gmin w stanie Sinaloa. Gmina jest gminą graniczną ze stanem Sonora. Według spisu z 2010 roku ludność gminy liczyła 97 536 mieszkańców. Gminę utworzono w 1917 roku decyzją gubernatora stanu Sinaloa. Ludność gminy jest zatrudniona według ważności w następujących gałęziach: rolnictwie, hodowli, leśnictwie, rybołówstwie, przemyśle i usługach turystycznych. Najczęściej uprawia się pszenicę, pomidory, ryż, orzeszki ziemne, sorgo, sezam, krokosz i ciecierzycę i fasolę a także mango, cytrusy, melony i kawony.
W odległości 8 km na północny zachód od miasta El Fuerte znajduje się olbrzymi sztuczny zbiornik wodny – Josefa Ortíz de Domínguez a kilka kilometrów dalej na północny wschód jeszcze większy Miguel Hidalgo. Są one terenem działania 49 spółdzielni łowiących wiele gatunków ryb głównie z rodzin szumieniowate, bassowate, sumokształtne i atherinopsidae.